# Drupal
Drupal is een opensource-contentmanagementsysteem (CMS) en contentmanagementframework (CMF), ontwikkeld in de programmeertaal PHP en uitgebracht onder de GPL. Drupal wordt gebruikt om websites en weblogs te beheren.
Drupal draait op de besturingssystemen Windows, macOS, Linux en op elk ander platform dat de webserver Apache, IIS of Nginx en PHP ondersteunt. Omdat Drupal een database nodig heeft om inhoud en instellingen op te slaan, is toegang tot een database zoals MySQL of PostgreSQL nodig. Een uitgebreide beschrijving van de systeemvereisten is beschikbaar op de Drupal website.

## Geschiedenis
Drupal is oorspronkelijk ontwikkeld door Dries Buytaert als een bulletin board system. Het werd in 2001 een opensourceproject. Drupal is de Engelse schrijfwijze van de Engelse uitspraak van het Nederlandse woord "druppel", wat op zijn beurt in het Engels weer "drop" is. De naam komt van de inmiddels niet meer actieve website Drop.org. Buytaert wilde de site eigenlijk "dorp" noemen, als verwijzing naar het bulletin board system als gemeenschap, maar hij maakte een typefout bij het controleren van de domeinnaam en vond dat het zo beter klonk.

## Populariteit
De populariteit van Drupal is door de jaren heen gestegen. Van juli 2007 tot juni 2008 werd Drupal meer dan 1,4 miljoen keer gedownload van de website Drupal.org. Een grote gemeenschap draagt inmiddels bij aan de ontwikkeling van Drupal.
In de Open Source CMS Award 2007 wint Drupal de "2007 Overall Open Source CMS Award". Het wedstrijdreglement bepaalt dat een software slechts in één categorie eerste kan worden. In andere categorieën eindigt Drupal tweede, zoals "Best PHP Open Source CMS" (na Joomla!) en "Best Open Source Social Networking CMS" (na WordPress).
In 2008 is Drupal eerste geworden in twee categorieën: 'Open Source CMS Award Winner' en 'Best PHP Based Open Source CMS'. In tegenstelling tot in 2007, was het in 2008 mogelijk twee prijzen te winnen.
In 2009 won Drupal zowel in de 'Hall Of Fame' als de prijs voor 'Best Open Source PHP Content Management System'.
Ook in 2009 won Drupal (voor de derde keer op rij) een Webware 100 Award in de categorie Social & Publishing.
In oktober 2009 heeft het Witte Huis bekendgemaakt dat het Drupal zal gaan gebruiken bij de herbouw van zijn website.

## Drupaljam
Vanaf 2007 wordt in Nederland Drupaljam georganiseerd. Dit is een congres voor de Nederlandse (en Vlaamse) Drupalgemeenschap om kennis en ervaringen uit te wisselen. Initieel werd het congres georganiseerd door een groep vrijwilligers. Toen de financiële risico's te groot werden, hebben zij de Stichting Drupal Nederland opgericht. Sindsdien faciliteert deze stichting de organisatie van het evenement. Andere activiteiten van de Stichting zijn het organiseren van de jaarlijkse SplashAwards (voor de beste Drupal websites in Nederland) en bijvoorbeeld de twee maandelijkse techtalks.
| Jaar | Locatie                         | Aantal bezoekers (circa) |
| ---- | ------------------------------- | ------------------------ |
| 2007 | Hilversum, Media Park           | 30                       |
| 2008 | Elst, Driestroom                | 60                       |
| 2008 | Breda, Avans Hogeschool         | 90                       |
| 2009 | Enschede, Universiteit Twente   | 90                       |
| 2009 | Utrecht, Hogeschool Utrecht     | 180                      |
| 2010 | Amsterdam, Stayokay Zeeburg     | 250                      |
| 2011 | Hilversum, Beeld en Geluid      | 300                      |
| 2012 | Zoetermeer, 4MKBCenter          | 325                      |
| 2013 | Rotterdam, de Kuip              | 350                      |
| 2014 | Maarsen, Inn Style              | 350                      |
| 2015 | Utrecht, de Fabrique            | 375                      |
| 2016 | Utrecht, de Fabrique            | 450                      |
| 2017 | Utrecht, de Fabrique            | 500                      |
| 2018 | Utrecht, de Fabrique            | 525                      |
| 2019 | Utrecht, de Fabrique, tweedaags | 550                      |
| 2020 | Online, tweedaags               | 700 livestreams          |
| 2021 | Online, tweedaags               | 550 livestreams          |
| 2022 | Utrecht, de Fabrique            | 325                      |
| 2023 | Utrecht, de Fabrique            | 370                      |
| 2024 | Utrecht, de Fabrique            | 350                      |